# Benjamin Gorka
Benjamin Gorka (* 15. April 1984 in Mannheim) ist ein ehemaliger deutscher Fußballspieler, der zuletzt beim Bundesligisten SV Darmstadt 98 unter Vertrag stand.

## Karriere
In der Jugend spielte Gorka für den Ludwigshafener SC, den SV Waldhof Mannheim und die TSG 1899 Hoffenheim. Anschließend war er für verschiedene unterklassige Mannschaften aktiv, ehe er zur Saison 2009/10 zum Drittligisten Wacker Burghausen wechselte. Sein Profidebüt gab er am 25. Juli 2009 (1. Spieltag) beim 4:3-Sieg im Heimspiel gegen Borussia Dortmund II von Beginn an; 30 weitere Ligaspiele, in denen er vier Tore erzielte, folgten. Ab der Spielzeit 2010/11 – beim Zweitligaaufsteiger VfL Osnabrück mit einem Zweijahresvertrag ausgestattet – absolvierte er lediglich fünf Begegnungen für die Mannschaft.
Nach dem Abstieg der Niedersachsen schloss er sich im Sommer 2011 dem Drittligisten VfR Aalen an und unterschrieb dort einen Zweijahresvertrag. Beim VfR Aalen absolvierte er die ersten beiden Ligaspiele der Saison 2011/12. Vom dritten bis zum neunten Spieltag noch viermal als Ersatzspieler auf der Bank, stand er danach nicht mehr im Kader. Am 13. Oktober 2011 gab der VfR Aalen bekannt, dass der Vertrag im Einvernehmen aufgelöst wurde.
Im Sommer 2012 wechselte Gorka zum Drittligisten SV Darmstadt 98. Mit den „Lilien“ gelang ab 2013 in zwei Spielzeiten der Durchmarsch von der dritten in die erste Liga. Dort debütierte er am 22. Spieltag bei der 1:3-Niederlage gegen den FC Bayern München, als er in der 87. Minute für Fabian Holland eingewechselt wurde. In seiner letzten Saison 2016/17 in Darmstadt kam Gorka insgesamt nur zu einem Einsatz von insgesamt sechs Minuten beim vorletzten Saisonspiel gegen Hertha BSC. Sein durch den Abstieg auslaufender Vertrag wurde seitens des Vereins nicht verlängert.

## Erfolge
SV Darmstadt 98
- Hessenpokal-Sieger: 2013
- Aufstieg in die 2. Bundesliga: 2014
- Vizemeister der 2. Bundesliga und Aufstieg in die Bundesliga: 2015